# 余官营站
余官营站是位于河南省平顶山市新华区的一个铁路车站，建于1961年，目前为四等站邮政编码为467000。目前客运：不办理客运业务；办理货运运输，危险化学品托运。

## 重大事故
1990年1月15日凌晨，郑州铁路局宝丰机务段的北京型内燃机车，牵引襄樊开往北京的250次直快旅客列车（今T49/50次列车）经由孟宝铁路运行。列车原定按计划通过余官营站，但由于车站值班员和助理值班员相互争执，造成未及时联系、没有确认接车线、错误开放信号等一系列的违章作业，导致250次列车进站时与在站内停留的3173次货车发生正面相撞。事故造成7人死亡、12人受伤，中断正线行车3小时9分钟，一台北京型和一台前进型蒸汽机车报废。